# Victor Horsley

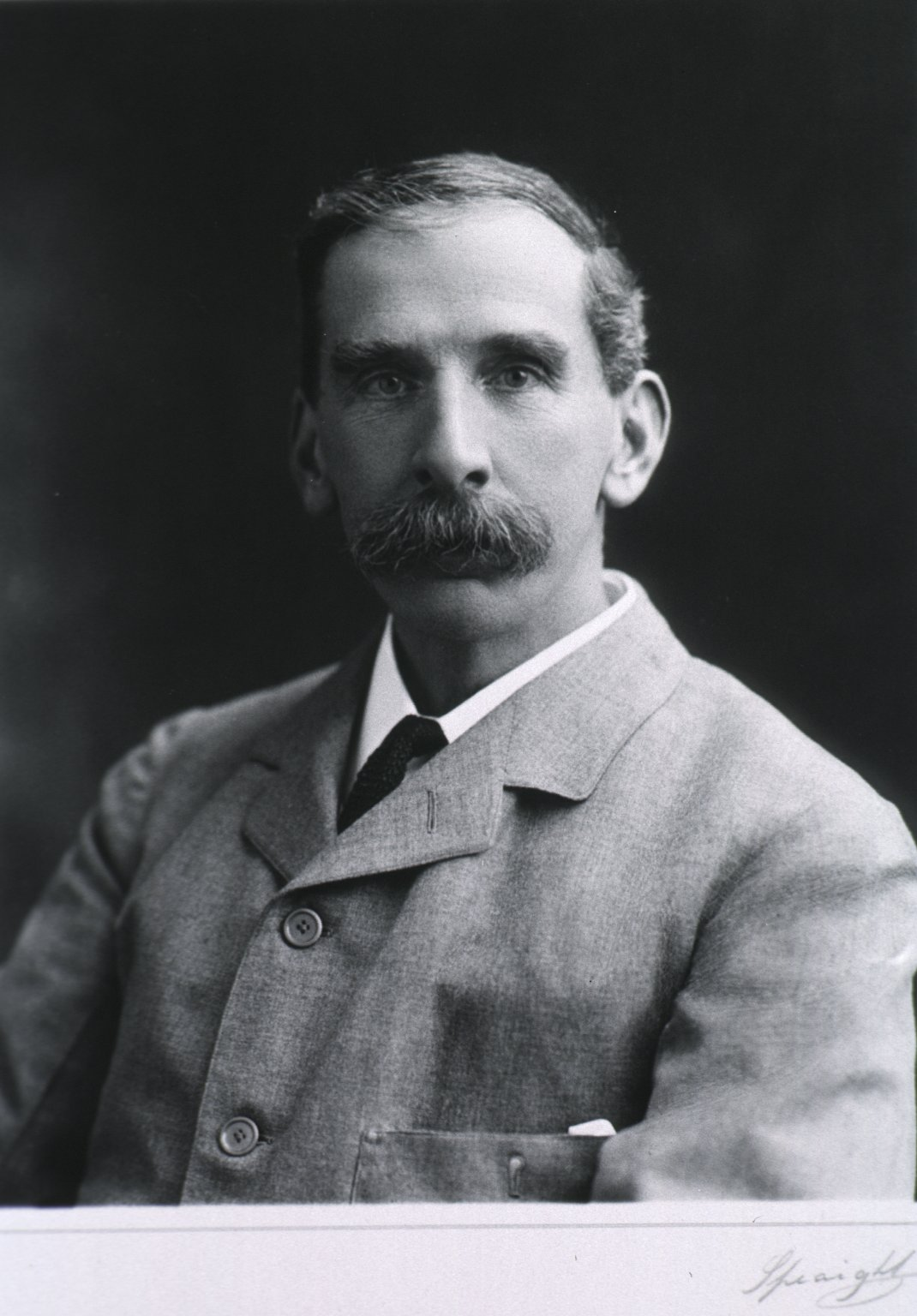
Victor Horsley

Sir Victor Alexander Haden Horsley (ur. 14 kwietnia 1857 w Londynie, zm. 16 lipca 1916 w Amarze) – brytyjski lekarz neurolog.
W latach 1887–1896 był profesorem patologii i profesorem chirurgii klinicznej w Uniwersytecie Londyńskim. Specjalizował się w chirurgii i fizjologii. Jako pierwszy przeprowadził operację usunięcia guza kanału kręgowego. 

## Życiorys
- Tan TC, Black PM. Sir Victor Horsley (1857-1916): pioneer of neurological surgery. „Neurosurgery”. 3 (50), s. 607–11; discussion 611–2, marzec 2002. PMID: 11841730.